# Bernardo Cennini
Bernardo Cennini, (né à Florence en 1414 et mort en 1498), est un orfèvre et un  typographe italien et l'un des tout  premiers utilisateurs de la gravure en Italie.

## Biographie
Bernardo Cennini travaille avec Lorenzo Ghiberti aux portes du baptistère de Florence, en particulier à la celle du paradis, et collabore aussi avec Verrocchio, | Pollaiuolo et Michelozzo aux bas-reliefs en argent de l'autel du baptistère.
Un crucifix en argent lui est également attribué. Ses œuvres sont conservées au Museo dell'Opera del Duomo.
Il fut parmi les premiers à utiliser la technique de la gravure avec des caractères typographiques. En 1471, il publia le premier incunable imprimé à Florence, nommé In Tria Virgilij Opera Expositio, qui est un commentaire de Virgile, depuis le manuscrit de Maurus Servius Honoratus, grammairien du IVe siècle .
Sa statue se trouve dans une niche de la Loggia del Mercato Nuovo à Florence.